# Bacanje
U borilačkim vještinama i športovima, bacanje je tehnika rušenja koja uključuje izbacivanje iz ravnoteže ili podizanje protivnika, te njegovo bacanje na tlo. 
U japanskim borilačkim vještinama naziva se nage-waza - 投げ技 (jap "tehnika bacanja"). 
Zajedno s obaranjem i čišćenjem, bacanja spadaju pod tehnike rušenja protivnika. Određene tehnike bacanja koje se nazivaju "požrtvovna bacanja" (sutemi-waza, 捨身技, jap. "tehnika žrtvovanja") uključuju stavljanje sebe u potencijalno nepovoljan položaj, odnosno na tlu, kako bi se izvršilo bacanje.

## Vanjske poveznice
- SOMBO A Style of Wrestling: Chapter 5, Throwing and Scoring Techniques

(Wayback Machine copy)
- The 67 Throws of Kodokan Judo
- Collection of the 40 Throws of the Gokyo with Video Demonstrations  Arhivirana inačica izvorne stranice od 4. srpnja 2023. (Wayback Machine)